# Rat na Pacifiku
Rat na Pacifiku počeo je u Aziji izbijanjem Drugog kinesko-japanskog rata, 7. srpnja 1937. Iako se okvirno može gledati kao sukob u sukobu, rat na Pacifiku imao je važan utjecaj na poslijeratno stanje ne samo na prostoru Pacifika nego i čitavog svijeta. Okončan je 1945. godine, bacanjem atomskih bombi na japanske gradove Hirošimu i Nagasaki bez gospodarskog ili vojnog značaja te smrću velikog broja civila u veoma kratkom roku.

## Povijesni uzroci
Početkom 20. stoljeća, najveći dijelovi istočne Azije nalazili su se pod utjecajem zapadnih kolonijalnih država. A Japan se nalazio okružen snažnim utjecajima zapadne kulture, suprotnim višestoljetnoj tradiciji otoka. Japanski vlastelini i plemići, potkrijepljeni utjecajem vojnih poglavnika te uspjesima nacističke Njemačke, dovode u pitanje opstanak carskog režima. Želja za promjenom dovodi do pokreta protiv zapadne dominacije na tim prostorima, te do stvaranja interesne strukture za Japan kao najjaču naciju prostora (Panazijatizam).
Kina je stoljećima bila, sa svojim gotovo neiscrpnim prirodnim bogatstvima, japanska interesna zona i jedini mogući izlaz iz ovisnosti o drugima. Teritorijalni dobitci na području Koreje, Tajvana te velikog broja otoka Indokine ne zadovoljavaju potrebe Carstva i ulogu najvažnije države istoka. Godine 1929. Japan kao jedini izlaz iz gospodarske krize vidi teritorijalno širenje. Djelomično isplanirani incidenti na prostoru Mandžurije dovode do otvorenog sukoba Japana s Kinom te stvaranja satelitske države Mandžukuo pod japanskim pokroviteljstvom.
Japan 1933. godine izlazi iz Lige naroda, zbog suprotstavljanja Ujedinjenog Kraljevstva i njegovih saveznika japanskoj imperijalističkoj politici. Tim se činom carska uprava, već preuzeta od strane vojske kroz funkciju predsjednika vlade, više ne osjeća vezanom za ugovore sklopljene s drugim državama.

## Kronologija rata

### 1937.
Dana 7. srpnja 1937. dogodio se incident kod mosta Marka Pola u blizini Pekinga, u kojem su japanski i kineski vojnici razmijenili paljbu, nakon čega izbija Drugi kinesko-japanski rat. To se na području Azije smatra početkom Drugog svjetskog rata. Japanske snage kreću dalje u napad na Peking, koji je kapitulirao već 29. srpnja, jer im se kineske snage nisu mogle suprotstaviti. Japanci nastavljaju napredovanje sa sjevera i juga prema središnjoj Kini, a kineska nacionalna vlada Kuomintanga, pod vodstvom Čang Kaj-šeka, 7. kolovoza objavljuje rat Japanu.
Do kraja godine odvijao se niz borbi Japanaca i kineskih snaga, predvođenih s jedne strane Kuomintangom, a s druge komunistima. Iako su Kinezi uspijevali povremeno pružiti ozbiljniji otpor, općenito su japanske snage bile u velikoj premoći i do kraja godine je Čang Kaj-šek (nakon japanskog osvajanja Nankinga) bio prisiljen premjestiti sjedište vlade iz Nankinga u Čongćing.

### 1938.
Nakon konačnog neuspjeha pregovora, japanska je vlada u siječnju odlučila uništiti nacionalnu kinesku vladu i namjerava krenuti u ofenzivu na Vuhan, za što je trebalo osvojiti sva važnija željeznička čvorišta na sjeveru. U pokušaju da ostvare tu namjeru, Japanci ulaze u bitku za Taierdžuang u kojoj Kinezi početkom travnja ostvaruju svoju prvu ozbiljnu pobjedu.
U travnju u Japanu stupa na snagu Zakon o mobiliziranju, koji sve gospodarske i društvene snage koncentrira k efikasnijem vođenju rata. Kad raniji general i protivnik daljnje eskalacije, Ugaki Kazušige, postaje ministar vanjskih poslova Japana, u svijetu se bude nade u mirno rješenje japanskog konflikta s Kinom. No, umjesto da se situacija smiri, dolazi do spora sa SSSR-om oko Mandžurije, a posljedica toga su bili sovjetsko-japanski pogranični sukobi iz kojih Sovjeti izlaze kao pobjednici.
U drugom pokušaju Japan u svibnju ipak osvaja grad Taierdžuang, no okrnjen je mit o nepobjedivosti japanske vojske.
Da bi zaustavio Japance, Čang Kaj-šek u svibnju otvara nasipe uz Žutu rijeku i poplavljuje ogromna područja, no kako civilno stanovništvo nije bilo upozoreno, poginulo je oko 890.000 ljudi, a oko 12 milijuna ih je ostalo bez krova nad glavom. Bujice su odnijele oko 4.000 sela i 11 gradova. Poplave su na nekoliko mjeseci zaustavile japanski prodor prema Wuhanu. Tek krajem listopada Japanci, uz velike gubitke, osvajaju Vuhan, a kratko nakon toga, bez većeg otpora, i Kanton. Ali, kako nije došlo do željene kapitulacije Kine, japanski su stratezi bili prisiljeni prihvatiti činjenicu da će rat trajati značajno duže od planiranog.

### 1939.
Ova godina obilježena je naporima Japana da osvoje prevlast, a Kineza da zaustave protivnika. Vojne pobjede nisu bile dovoljne da bi se jedna strana mogla smatrati pobjednikom, no općenito uzevši, Japanci su postupno napredovali koristivši se čak i bojnim otrovima. Tek bitka za južni Guangši (od 15. studenoga 1939. do 25. veljače 1940.) donosi prevlast Japancima, jer su time presjekli putove snabdijevanja od morske obale prema unutrašnjosti Kine.
Te godine američki je ministar inozemnih poslova Cordell Hull dva puta pozivao japanskog veleposlanika u Washingtonu na konzultacije, kako bi upozorio Japan na bojazni SAD-a vezane uz "mandžuriziranje" kineskih otoka. No, Japan nije odgovarao na ta upozorenja, nego je najavio sklapanje vojnog pakta s Njemačkom i Italijom u bliskoj budućnosti.
Gospodarska budućnost Kine ovisila je prije svega o isporuci sirovina iz kolonija Velike Britanije i Francuske. U to je vrijeme u Europi već počeo Drugi svjetski rat te Japanci koriste situaciju da ucijene Veliku Britaniju da zatvori burmansku cestu i time presječe snabdijevanje kineskih trupa. U zamjenu za kopneni promet tom cestom, američki general William H. Tunner organizira zračni most preko Himalaja ("The Hump"), kojim Saveznici nastavljaju snabdijevanje Kineza.

### 1940.
Početkom ovog rata, raspoloženje u SAD-u tendiralo je prema potpori Japanu. No, nakon Panay incidenta i izvještaja o japanskim ratnim zločinima, kao i ugroženosti američkih naftnih interesa u Kini, raspoloženje se naglo promijenilo te se američka pacifička flota vraća u bazu u Pearl Harbor.
U Kini se ponovo vode žestoke borbe s izmjeničnim ishodom tako da su se obje strane našle u pat poziciji. Japan je držao zaposjednute istočne dijelove Kine, dok je ostatak zemlje bio podijeljen između Kuomintanga pod Čang Kaj-šekom i komunističkih snaga Mao Ce Tunga. Japanci u dijelu koji drže okupiranim osnivaju marionetsku vladu za zaštitu svojih interesa u Kini. No, ta je vlada kod Kineza bila krajnje omražena zbog brutalnosti koju su prema stanovništvu tijekom rata pokazali Japanci.
Tijekom godine Japanci pojačavaju pritisak i na Francusku Indokinu te po isteku ranije postavljenog ultimatuma iznuđuju vojni sporazum s Francuskom. Taj im je sporazum omogućio upotrebu tri zračne luke i slobodan provoz trupa kroz Indokinu do Kine. Amerikanci notom upućenom Japanu izražavaju svoje nezadovoljstvo ovim postupcima.
Dana 27. rujna 1940. Japan potpisuje Trojni pakt s Njemačkom i Italijom, koji ranije postojeći antikominternovski pakt proširuje uzajamnom vojnom podrškom. Na taj način japanski Car odbacuje neutralnost koju je najavio još 5. rujna 1939. i naglašava svoju agresivnu vanjsku politiku, prije svega prema Kini. Američka vlada na to reagira već 8. listopada, pozivajući sve svoje civilne građane da napuste Daleki istok i vrate se u domovinu, a 23. listopada u potpunosti zabranjuje izvoz zrakoplovnog benzina, kao i željeza te željeznog otpada u Japan. Istog dana, tri putnička parobroda napuštaju Ameriku kako bi evakuirali američke građane, prije svega iz Japana i Kine.

### 1941.
Već 27. siječnja 1941. američki veleposlanik u Japanu dojavljuje, da je do jednog uposlenika veleposlanstva iz diplomatskih krugova stigla informacija da mnogi izvori, uključivo japanski, govore o planiranju velikog napada na Pearl Harbor ako dođe do raskida odnosa sa SAD-om.
U travnju predsjednik Roosevelt potpisuje tajnu zapovijed, kojom se rezervnim časnicima dozvoljava napuštanje vojske i odlazak u Kinu. Posljedica je bila osnivanje američke dragovoljačke zrakoplovne jedinice poznate pod imenom "Leteći tigrovi". Ova jedinica integrirana je 1942. u zračne snage SAD-a.
Dvije godine nakon Rusko-japanskog pograničnog sukoba, 13. travnja 1941., obje strane potpisuju Japansko-Sovjetski sporazum o neutralnosti. Sovjetski Savez je ovim sporazumom želio osigurati leđa za slučaj njemačkog napada, dok se Japan nije namjeravao umiješati u Njemačko-Sovjetski sukob (koji se u Japanu očekivao).
U svibnju Japanci podastiru Sjedinjenim Američkim Državama prijedlog mirovnog sporazuma za područje Tihog oceana. Prijedlog je sadržavao molbu da SAD privoli Čang Kaj-šeka na mirovne pregovore s Japanom te da prestane podržavati Čangov režim. Nakon toga, predviđali su povlačenje japanskih snaga iz Kine, gdje bi ostale samo manje okupacijske jedinice. Pored toga, Japan je želio normaliziranje trgovinskih odnosa sa SAD-om i suradnju u dobivanju i proizvodnji sirovina. U sporazumu je doslovno pisalo:
Pored toga, japanski je veleposlanik pozvao SAD da zajedno garantiraju Filipinima nezavisnost i neutralnost. Zauzvrat prihvaćanju takvog dogovora, Amerikanci su zatražili od Japana garanciju da japansko pristupanje Trojnom paktu ima isključivo obrambeni karakter, dok su ostale prijedloge Japana Amerikanci odbili.
Dana 2. srpnja Japan mobilizira više od milijun vojnika, a Vlada dobiva pristanak Višijske Francuske da zaposjedne Francusku Indokinu (danas Vijetnam, Laos i Kambodža), što i provodi već 29. srpnja. Dva dana kasnije, SAD i Velika Britanija objavljuju zabranu izvoza za Japan i zamrzavaju njegova financijska sredstva.
Nakon objavljivanja embarga, Roosevelt zahtijeva od Japana izjavu o namjerama. Japan na taj zahtjev odgovara 6. kolovoza mirovnom ponudom za područje Tihog oceana, koju Amerikanci odbacuju te odbijaju japanski prijedlog za osobni susret predsjednika japanske Vlade s Rooseveltom. Do susreta nije došlo, jer su SAD smatrale da je razdor između interesa dvaju država prevelik.
Japan ne udovoljava opetovanim američkim zahtjevima da napusti Kinu te umjesto toga ponovo nudi svoju, donekle izmijenjenu, mirovnu ponudu od 6. kolovoza, koju Amerikanci ponovo odbijaju, što ne dovodi do zbližavanja između dvaju strana. Dana 3. rujna američki veleposlanik u Tokiju šalje u Washington telegram da smatra da je rat u području Pacifika neizbježan.
Zbog embarga SAD-a i Velike Britanije te odsječenosti od isporuke sirovina europskih saveznika, Japanu se rat sa SAD-om činio jedinom alternativom nestanku carstva u dotadašnjem obliku. Stoga, 1. prosinca japanski parlament donosi odluku o nasilnom širenju područja svog utjecaja prema jugu i otpočinjanju rata sa SAD-om. Za to je vrijeme japanski veleposlanik i dalje s američkim ministrom vanjskih poslova vodio mirovne pregovore.
Kako se situacija zaoštravala, Velika Britanija je istog dana stavila sve svoje snage na Malajskom poluotoku u stanje najviše vojne pripravnosti, dok je flota dobila naređenje da traga za neprijateljskim brodovima u vodama istočno od Singapura.
Istovremeno, admiral Isoroku Jamamoto izdaje carskoj mornarici sljedeću zapovijed:
Američki zrakoplovi opazili su 2. prosinca 12 japanskih podmornica ispred obala Indokine koje su plovile prema jugu, možda u pravcu Singapura, a istog dana Jamamoto daje signal za početak svih operacija.
Dana 4. prosinca zapovjednici Savezničkih snaga na području Pacifika susreću se u Manili radi dogovora o zapovjednoj suradnji na Dalekom istoku. Istovremeno, tri japanske divizije bile su u Južnom kineskom moru, na putu za invaziju na Tajland i Maleziju.
Svi japanski konzulati u SAD-u dobivaju uputu za uništenje tajnih dokumenata i uređaja za kodiranje. Uputa je proslijeđena putem emisije radio Tokija rečenicom "Higashi no kaze ame" (grubo prevedeno: istočni vjetar, kiša). Bila je to jedna od mogućih rečenica za najavu rata sa SAD-om. Prislušna stanica Nizozemaca na Javi uhvatila je poruku čije značenje im je bilo poznato, pa je informacija odmah proslijeđena u Washington.
Ni pokreti japanskih trupa u Indokini nisu prošli neopaženo. Iako su Amerikanci bili uvjereni da su to samo japanske "mjere opreza", Roosevelt 6. prosinca upućuje japanskom Caru diplomatsku notu u kojoj govori o "tragičnim posljedicama" zadnjih događaja i izražava nadu u održanje mira na pacifičkom području. Apelira na Cara i traži njegovu pomoć u sprečavanju smrti i razaranja u svijetu.
Špijunska mreža Japana od početka 1941. godine javlja da je na Havajima okupljena cjelokupna američka flota. Napadom na Pearl Harbor vrhovna komanda odlučuje uništiti američki pacifički vojni potencijal. Kidō Butai, flota koja je izvršila napad na Pearl Harbor, napustila je matične luke još 27. studenoga i krenula prema Havajima. Dana 7. prosinca flota Kidō Butai zrakoplovima napada američke brodove u luci Pearl Harbora.

#### Napad na Pearl Harbor i objava rata Japanu
Iako je već nekoliko godina ratovao s Kinom, kao službeni ulazak Japana u Drugi svjetski rat smatra se 7. prosinac 1941. godine, dan napada na Pearl Harbor. Idućeg dana, 8. prosinca, Sjedinjene Američke Države, Ujedinjeno Kraljevstvo i Kina objavljuju rat Japanu, čime ovaj rat postaje dio ukupnih ratnih događanja Drugog svjetskog rata. Interesno prinuđeni, u ratu na Pacifiku sudjelovali su Ujedinjeno Kraljevstvo, Australija, Novi Zeland i Nizozemska. Pored Japana, Saveznicima su rat objavile i neke države koje je Japan osvojio tijekom rata.

#### Napredovanje Japana
Japanci su sad bili u prednosti i u zraku i na moru pred desetkovanim i šokiranim Amerikancima, a s razbuktavanjem rata u Europi, Velika Britanija bila je prisiljena sve više svojih snaga koncentrirati u borbama protiv Njemačke i Italije. Tako je japanska armija mogla nastaviti sa svojom strategijom strelovitih iznenadnih napada.
- Japanska osvajanja 1941./42.
- Jugoistočna Azija 1941.
- Malajski poluotok 1941./42.
- Nizozemska Istočna Indija 1941./42.
- Mikronezija, Melanezija i Nova Gvineja 1941./42.
- Južna Azija 1942.

Gotovo odmah nakon napada na Pearl Harbor, Japanci napadaju luku na Guamu, otok Wake (Bitka za otok Wake) te otpočinju snažnu invaziju na Malajski poluotok i Tajland. Već idući dan napadaju i Hong Kong, koji britanske snage, prisiljene masivnim bombardiranjem topničkom napadima, napuštaju nekoliko dana kasnije.
Kad je Britancima postalo jasno da je sukob u Aziji neizbježan, poslali su zbog zaštite svojih kolonija više brodova u vode Pacifika. Brodovi su stigli u Singapur 27. listopada i stavljeni su pod zapovjedništvo admirala Toma Phillipsa kao Force Z. Ovo brodovlje kreće 8. prosinca u Tajlandski zaljev bez zračne zaštite pa Japanci 10. prosinca napadima iz zraka potapaju bojni brod HMS Prince of Wales (na kojem gine i zapovjednik Phillips) te borbenu krstaricu HMS Repulse. Time su britanske snage ozbiljno oslabljene, a zamjenski brodovi nisu mogli biti poslani jer su sve raspoložive pomorske i zračne snage Velike Britanije bile angažirane u borbama u Europi i Africi.
Do kraja godine Japanci ostvaruju veći dio planiranih osvajanja na području Jugoistočne Azije. Osvajaju Luzon, glavni otok Filipina (Invazija na Filipine), iskrcavaju se na Borneo (Japanska invazija na Borneo), na Mindanao na jugu Filipina, bombardiraju tadašnji glavni grad Mjanmara Rangoon.

### 1942.

#### Rabaul
Već u siječnju Japanci osvajaju Rabaul (bitka za Rabaul) na sjevernom dijelu otočja New Britain (danas politički dio Papue Nove Gvineje). Za ovo osvajanje okupili su flotu snagom ravnu onoj koja je korištena za napad na Pearl Harbor. Položaj ovih otoka pružao je izvrsno polazište za daljnji prodor prema južnom i istočnom Pacifiku, pa su Japanci idućih godina ovdje izgradili pravu tvrđavu, gdje je tijekom rata povremeno bilo smješteno i do 200.000 japanskih vojnika.

#### Razbijanje Savezničkih snaga u Jugoistočnoj Aziji
Radi zaštite kolonija i svog područja utjecaja u Jugoistočnoj Aziji, Saveznici 8. siječnja osnivaju u Singapuru ABDACOM, zajedničku komandu Amerikanaca, Britanaca, Nizozemaca i Australaca koja je trebala koordinirati djelovanje svih kopnenih, zračnih i pomorskih snaga. Usprkos nekim manjim uspjesima (pomorska bitka kod Balikpapana), snage ABDACOM-a nisu uspjele zaustaviti Japance. Tako Japanci već u siječnju osvajaju Tarakan (bitka za Tarakan), Tajland i Britansku Maleziju, a na Javu iskrcavaju se 2. veljače. U svjetlu spoznaje da ne raspolažu s dovoljno vojnih snaga da zaustave Japance i obrane ogromno područje koje je trebalo braniti, ABDACOM je već 25. veljače raspušten. Naročito težak poraz Britanaca bio je završetak opsade Singapura, kad su 15. veljače Japanci zarobili oko 80.000 britansko/indijsko/australskih vojnika.
Slijedi cijeli niz pomorskih i kopnenih bitaka nakon kojih Japanci osvajaju gotovo čitavo područje Jugoistočne Azije, a 19. veljače bombardiraju i Darwin, grad i luku na sjeveru Australije. Pored toga, upadaju i u Indijski ocean, a 23. veljače jedna japanska podmornica ispaljuje projektile na rafineriju nafte kod Elwooda u Kaliforniji, što u Americi izaziva strah od japanske invazije.
Do sredine godine Japanci su okupirali ili zaposjeli sljedeće teritorije:
- Južni dio otoka Sahalina
- Salomonovi otoci
- Sjeverni dio Nove Gvineje
- Borneo, Sumatra, Java...
- Maršalovi otoci
- Vijetnam, Tajland i Malezija
- Marijanski otoci
- Filipini, Burma

Osim toga, japanska mornarica dominirala je cijelim pacifičkim područjem.

#### Prve američke operacije na Pacifiku
SAD počinju već 6. siječnja s premještanjem svojih snaga s Atlantika u vode Pacifika. U Pago Pago, glavni grad otočja Američke Samoe, prebacuju više ratnih brodova, a koristeći se Panamskim kanalom dovoze i snage u ljudstvu.

#### Prvi japanski porazi
Od početka ratovanja, Saveznici su pretrpjeli niz poraza, a nisu uspijevali zaustaviti daljnje napredovanje Japanaca. Zbog toga u siječnju Amerikanci počinju s pripremama posebno modificiranih bombardera koji bi mogli doseći japanske glavne otoke i bombardirati ciljeve u području Tokija, Jokohame, Nagoje i Kobea, što i provode 18. travnja (Doolittlov napad). Materijalna šteta koju je ovo bombardiranje uzrokovalo bila je jedva vrijedna spomena, ali je propagandni učinak bio vrlo velik.
Tadašnji glavni grad Salomonovih Otoka Tulagi Japanci su osvojili 3. svibnja, a već idućeg dana japanske brodove u luci napada 99 američkih zrakoplova koji su uzletjeli s nosača zrakoplova te potapaju jedan japanski razarač i tri minolovca, a oštećuju još četiri druga broda.
Iako je bitka u Koraljnom moru, vođena 7. i 8. svibnja, završila bez izražene pobjede, spriječila je japansko osvajanje Port Moresbyja (glavni grad Nove Gvineje). To je bila prva velika pomorska bitka između japanskih i američkih nosača zrakoplova. Obje su strane izgubile po dva nosača i nekoliko drugih brodova. Istovremeno, bitka je ušla je u povijest kao prva pomorska bitka koju su vodili isključivo zrakoplovi, a da pri tome brodovi svojim topovima uopće nisu sudjelovali.

#### Bitka kod Midwaya
Praćenjem japanskog radijskog prometa, SAD su uspjele identificirati sljedeći cilj velikog japanskog napada, atol Midway, pa na otoke 25. i 26. svibnja prebacuju pojačanja u ljudstvu, tehnici i zrakoplovima. Dana 4., 6. i 7. lipnja dolazi do odlučujućih bitaka u kojima su Japanci imali na raspolaganju četiri velika nosača zrakoplova a Amerikanci samo dva. No, ovu razliku u snagama nadoknadila je strateška prednost koju su Amerikanci imali zbog poznavanja neprijateljevih planova. Potopljena su sva četiri angažirana japanska nosača zrakoplova, a poginulo je oko 3.500 vojnika, dok su američki gubitci bili 307 poginulih. Zbog teških gubitaka Japanci su se povukli.

#### Operacija Guadalcanal

##### Pripreme
Pripreme za ovu tešku i dugotrajnu borbu poznatu pod kodnim imenom "Operacija Watchtower" počele su 1. srpnja isplovljavanjem šest transportnih brodova s ukrcanim marincima iz luke San Diega u smjeru otočja Fidži. Pratili su ih jedan nosač zrakoplova, jedan bojni brod, četiri krstarice i deset razarača. Pored toga, s istim odredištem iz Pearl Harbora 7. srpnja kreću dva nosača zrakoplova, šest krstarica i četrnaest razarača.
U međuvremenu, japanska mornarica podvrgnuta je potpunoj reorganizaciji, a porinuta su u more dva nova bojna broda, novi eskortni nosač zrakoplova i nosač hidroaviona, kao i više novih krstarica i razarača. Port Moresby na Novoj Gvineji i dalje je bio željeni japanski cilj, tako da je od 20. srpnja bilo više japanskih pokušaja da u blizini formiraju mostobran. Saveznici su zračnim napadima ometali transporte trupa pa ga Japanci nisu uspjeli osvojiti.
U to vrijeme flotni sastavi Amerikanaca sastaju se kod otočja Fidži radi pripreme za Operaciju Watchtower. Amerikanci su se s Britancima dogovorili da se radi zavaravanja Japanaca provede hinjeno iskrcavanje na Andamanske otoke, što je trajalo od 1 do 10. kolovoza.

#### Guadalcanalska kampanja
Iskrcavanjem 7. kolovoza na Guadalcanalu, najvećem otoku u skupini Salomonovih otoka, Amerikanci otpočinju Operaciju Wachtower (Guadalcanalska kampanja), jednu od najžešćih borbi s najvećim gubitcima tijekom rata na Pacifiku. Trajala je sve do početka 1943. godine i bila još jedna prekretnica u korist Amerikanaca. Pod tim imenom obuhvaćen je cijeli niz pomorskih, ali i kopnenih bitaka.
Cilj iskrcavanja bilo je područje japanske zrakoplovne baze "Lunga Point", najzapadnijeg zračnog uporišta za podršku pomorskim operacijama i ugrožavanje opskrbnih putova između Amerike i Australije, a u dosegu ove baze bila je i Nova Gvineja. Aerodrom je zauzet već 8. kolovoza poslije podne, no idućih su mjeseci za njega vođene žestoke borbe, jer su Japanci svom snagom pokušavali ponovo zadobiti kontrolu nad njim.
Borbe nisu vođene samo na kopnu, nego i u vodama između Guadalcanala i otoka Savo (pomorska bitka kod otoka Savo, pomorska bitka kod Guadalcanala, pomorska bitka kod Tassafaronga i druge) te Florida Islanda pred kojim je i otok Tulagi. Napori Amerikanaca da osvoje, a Japanaca da zadrže Guadalcanal zahtijevali su brojna pojačanja u ljudstvu kao i njihovu opskrbu, što su protivnici pokušavali onemogućiti jedni drugima. Rezultat je bio veliki broj potopljenih brodova obaju zaraćenih strana tijekom više pomorskih bitaka, što je ovom području donijelo žalosno ime "tjesnac sa željeznim dnom". Tada Japanci osmišljavaju noćni transport brzim brodovima, pretežno razaračima, koji Amerikanci nazivaju Tokio ekspres.
Ova kampanja smatra se završenom tek 8. veljače 1943. godine, kada se Japanci povlače s Guadalcanala.
U rujnu Japanci nastavljaju s invazijom na Gilbertove otoke, a koncem godine Saveznici osvajaju dijelove Nove Gvineje.

### 1943.
Početkom godine Amerikanci sve uspješnije dekriptiraju japanske radijske kodove. Uspješnost dekriptiranja bila je potvrđena brojnim izviđanjima. Na temelju dekriptiranih poruka, od sredine siječnja američke podmornice potapaju brojne manje ratne brodove neprijatelja, kao što su razarači i ophodni brodovi, kao i tankeri. Sve češće se za napad na veće konvoje Japanaca šalju i borbeni zrakoplovi.
Nastavljaju se borbe za Guadalcanal i počinju borbe za potpuno oslobađanje Salomonovih otoka (bitka za Sjeverne Salomone) koje su potrajale sve do ožujka 1944. godine. Početkom veljače Amerikanci dopremaju na Guadalcanal masivna pojačanja, a Japanci do 8. veljače brzim razaračima (dijelom flotilama do 22 razarača) evakuiraju s otoka 11.706 vojnika. Nakon toga otok je potpuno u rukama Amerikanaca, a pomorski je put između Amerike i Australije ponovo siguran. Osim toga, Guadalcanal je postao važno polazište Saveznika za operacije protiv Rabaula, grada u otočju New Britain, glavnog uporišta Japana u južnom Pacifiku.
U to vrijeme Amerikanaci postižu uspjehe s podmornicama, a preuzimaju i prevlast u zračnom prostoru. Pored toga, uspješno američko radioizviđanje rezultiralo je i presretanjem zrakoplova kojim je admiral Jamamoto, vrhovni zapovjednik Japanske carske mornarice, krenuo u obilazak japanskog uporišta na otoku Bougainville (Salomonovi otoci). Zrakoplov je srušen, a Jamamoto je poginuo.
Pored niza manjih, lokalnih pomorskih okršaja u kojima uglavnom pobjeđuju Amerikanci, do sredine godine odvile su se još dvije značajnije bitke: bitka u Bismarkovom moru i pomorska bitka kod Komandirskih otoka.

#### "Od otoka do otoka"
Radi daljnjeg napredovanja u jugozapadnom Pacifiku, stožer američke vojske odlučuje zaobići Rabaul, snažnu japansku utvrdu koju su smatrali vrlo opasnom za daljnje napredovanje u tom području. Iz toga je proizašla operacija Cartwheel, pripremana od sredine lipnja različitim premještanjem trupa, a započeta gotovo istovremenim iskrcavanjem na Rendovu, New Georgiju (bitka za New Georgiju), Vella Lavellu, Novu Gvineju, Bougainville i New Britain. Pri tome su primijenili strategiju "od otoka do otoka", temeljenu na zaobilaženju japanskih utvrđenih položaja i time presijecanju njihovih putova snabdijevanja.
Nedugo nakon američkog iskrcavanja u zaljev Kula, i Japanci se u njemu iskrcavaju, tako da noću između 5. i 6. srpnja dolazi do bitke u zaljevu Kula. Nekoliko dana kasnije Japanci šalju Tokio ekspres u zaljev te dolazi do bitke kod Kolombangare. Amerikanci gube ovu bitku pa Japanci na Kolombangaru iskrcavaju 1.200 vojnika. No, taj je poraz ostao bez posljedica, jer su Amerikanci u daljnjim aktivnostima otok jednostavno zaobišli.
U kolovozu Amerikanci bez borbe zauzimaju nekoliko južnopacifičkih otoka, na kojima posebne građevinarske jedinice (Amerikanci ih zovu morske pčelice) odmah grade zračna uporišta.
Početkom rujna australske se jedinice, potpomognute američkom zračnom podrškom, iskrcavaju na Novoj Gvineji i oslobađaju je.
Nakon kapitulacije Italije (8. rujna), posade talijanskih brodova potapaju svoje brodove kako ne bi pali u ruke Japanaca.
U vrijeme evakuiranja japanskih trupa s Kolombagare od kraja rujna do početka listopada, od američke vatre gine oko 1.000 japanskih vojnika, a Japanci uspijevaju s otoka povući oko 9400 vojnika. U nastavku Japanci pokušavaju evakuirati i vojnike s Vella Lavelle, no bitkom kod Vella Lavelle Amerikanci ih u tome sprečavaju.

#### Borba za Bougainville
Dana 1. studenoga iskrcavaju se tri divizije američkih marinaca na Kap Torokini na Bougainvilleu, otoku u Salomonskom otočju, ne naišavši na otpor Japanaca. Pred obalom su u zaštiti bile 4 krstarice, 19 razarača i nekoliko minolovaca. Japanci su zračnim napadima iz Rabaula pokušali napasti brodove, no kad to nije uspjelo, japanska komanda pokreće jednu flotu u smjeru Bougainvilla koja stiže sljedeće noći. Japanski i američki brodovi sukobljavaju se u bitki kod zaljeva carice Auguste, no Japanci ne uspijevaju spriječiti iskrcavanje Amerikanaca na Bougainville.
Japanci 3. studenoga pokreću 2. flotu kao pojačanje jedinicama u Rabaul, no američki izvidnički zrakoplovi opažaju ju u Bismarckovom otočju. Nakon uplovljavanja flote u Rabaul, 100 borbenih zrakoplova uzlijeće s dva američka nosača i kreće u koncentrirani napad na luku Rabaula. Uz gubitak 10 zrakoplova, uspijevaju teško oštetiti šest japanskih krstarica i jedan razarač. Kratko nakon ovog napada, kreće skupina američkih bombardera i napada Rabaul i, ponovo, luku. Još iste večeri Japanci povlače šest krstarica i pet razarača iz Rabaula u Truk, snažno japansko uporište na Marijanskim otocima.
U međuvremenu Japanci uspijevaju u noćnoj akciji 7. studenoga iskrcati 1.175 vojnika na Bougainville, a 9. i 11. studenoga Amerikanci iskrcavaju svoj drugi i treći val. Zbog blizine Rabaula (udaljenost Bougainville - Rabaul iznosi samo 300 km), Amerikanci osposobljavaju japanske poljske aerodrome na Bougainvilleu kao bazu za napade na Rabaul.
Zbog američke ofanzive Japanci pokušavaju pojačati svoje uporište na Buki, sjeverno od Bougainvilla, što 26. studenoga 1943. do bitke kod rta St. George. U toj su bitki Japanci pretrpjeli strašan poraz, izgubivši više od polovine angažiranih jedinica, dok Amerikanci nisu imali gubitaka. To je bio kraj Tokio ekspresa, japanskih plovidbi radi snabdijevanja i evakuiranja na Salomonskim otocima.
Već od kraja prosinca Amerikanci počinju sa zračnim napadima na Rabaul s Bougainvilla, iako su borbe za ovaj otok trajale sve do početka travnja 1944.

#### Gilbertovi otoci
Na dan napada na Pearl Harbor, japanske snage napadaju i Gilbertove otoke te ih zauzimaju 10. prosinca 1941. U sljedećih godinu dana Japanci na atolima ovih otoka prave jake utvrde. 
Pripreme za značajnu bitku za Gilbertove otoke, čije kodno ime je bilo "Operacija Galvanic", počele su desetog, dok je sama bitka otpočela 19. i trajala do 24. (osvojen atol Makalin) odnosno 28. studenoga (osvojen i atol Tarawa). To su zapravo bile dvije odvojene bitke vođene istovremeno na atolima Makin i Tarawa i bile su vrlo žestoke. Sudjelovalo je oko 50.000 Amerikanaca i oko 5.600 Japanaca, a poginulo je oko 4.300 japanskih i oko 1.000 američkih vojnika.
Nakon toga, Japanci su pretpostavili da će Amerikanci svoje sljedeće borbene aktivnosti usmjeriti prema Maršalovim otocima, pa su od 19. studenoga više puta iz Truka dopremali pojačanja na atole Mili, Kwajalein i Maloelap (Maršalovi otoci).

#### Druge aktivnosti krajem godine
Krajem godine dogodilo se još nekoliko značajnih bitaka, bombardiranja i iskrcavanja Amerikanaca (bitka kod rta St. George, bombardiranje japanskih uporišta na Kwajaleinu, operacija Dexterity). Neke su dovršene još iste godine, dok su neke nastavljene i u 1944.

### 1944.
Amerikanci i dalje uspješno dekriptiraju japanske radijske kodove, što rezultira grupnim uspješnim podmorničkim napadima na japanske konvoje. Podršku često dobivaju i od drugih savezničkih zrakoplova koji su također bili upućivani u potragu i napade na konvoje. Time su prekidali snabdijevanje i Maršalovih otoka.
U siječnju Britanci pojačavaju svoju istočnoazijsku flotu u Indijskom oceanu i sve češće, još od prosinca prethodne godine, napadaju japanske jedinice u Malajskom prolazu. Djelomično šire svoje djelovanje i do Andamana i Nikobara. Tako su uspješno proveli i neke akcije protiv njemačkih podmornica koje su djelovale iz Penanga.

#### Maršalovi otoci
Borbe za Maršalove otoke trajale su od 31. siječnja do 23. veljače 1944. i vođene su u tri odvojene operacije. Jedna od operacija vođena je i na Truku, atolu u skupini Karolinskih otoka, no smatra ju se dijelom borbi za Maršalove otoke. U ovim borbama sudjelovao je vrlo veliki broj marinaca (samo na Kwajalein iskrcano je 42.000) a glavni cilj ovih operacija bio je osiguranje polazišta za napredovanje prema Marijanskim otocima i Filipinima.
U prodoru preko Gilbertovih otoka, Amerikanci presijecaju opskrbu izoliranih japanskih postrojbi na ovim otocima. U krvavim borbama umire puno manje vojnika nego od gladi. Poslije bitke za Tarawu i pobjede, Saveznici prelaze na izolaciju pojedinih otoka i time Japance dovode do predaje. Pojedini otoci bez kontakta ostaju izolirani do kraja rata, a pojedine postrojbe i poslije. Na nekim otocima malobrojno stanovništvo, najčešće ostaci japanskih postrojbi, tek ranih 1950-ih saznaje za kapitulaciju Japana.

#### Daljnji prodor Amerikanaca
U pripremi za veliku ofanzivu na Marijanske otoke Amerikanci bombardiraju otoke Tinian i Saipan, a već krajem veljače iskrcavaju prve vojnike na Los Negros,  otok u Admiralitetskom otočju.
U ožujku Japanci otpočinju operaciju za povrat kontrole nad Bougainvillom (gdje su kod rta Torokina Amerikanci već imali mostobran s 27.000 vojnika) iskrcavanjem 12.000 vojnika. Borbe su trajale od 9. do 24. ožujka. Japanci nisu uspjeli potisnuti Amerikance potpomognute topništvom sa šest razarača, a pretrpjeli su nerazmjerno velike gubitke.
Prije početka velikih borbi za osvajanje Marijana, odvio se još niz značajnih aktivnosti: iskrcavanje na sjeverozapadnim obalama i obližnjim otocima Nove Gvineje, podmorničko potapanje transportnih brodova s japanskim vojnicima na putu od Šangaja prema Molučkim otocima gdje gine oko 10.000 Japanaca, britanski napadi na sjeverozapadnu Sumatru i sjeveroistočnu Javu i niz značajnijih uspješnih napada na japanske konvoje.

#### Marijanski i Palau otoci
Kampanja za osvajanje ovih otočnih skupina počela je 11. odnosno 15. lipnja, ovisno o tome mogu li se pripremna teška bombardiranja Saipana, Tiniana i Guama smatrati njenim početkom, ili se kao početak uzima u obzir tek datum prvih iskrcavanja američkih marinaca. Tako su otpočele ogorčene borbe za ove otoke (bitka za Saipan, bitka za Tinian i bitka za Guam). Ubraja ih se među najžešće i najkrvavije tijekom rata na Pacifiku. Japanci su, u naporu da zaustave i odbace Amerikance, pokušali kontranapad koji je prerastao u bitku u Filipinskom moru i završio velikim porazom japanskih neiskusnih snaga, prije svega pilota, u toj bitki.
Napredovanje Amerikanaca nastavilo se prema skupini otoka Palau. Kopnene operacije na Palau otocima počele su 15. rujna nakon ranijeg višednevnog bombardiranja japanskih položaja na otocima gdje je bilo predviđeno iskrcavanje. Usprkos ogorčenom otporu Japanaca, otoci su pali u ruke Amerikanaca 23. listopada no to nije bio i kraj borbi. Na otocima Peleliu i Angaur su pojedine grupe Japanaca pružale gerilski otpor, pa se borbe za obje ove skupine otoka smatraju dovršenim tek u studenom iste godine.
Ljudski gubitci u ovim borbama bili su vrlo veliki, no značajno veći na strani Japana nego Amerikanaca.
Osvajanjem Marijanskih otoka koji su se nalazili u središtu tadašnjih vojnih aktivnosti na Tihom oceanu, ostvarene su značane pretpostavke za daljnje napredovanje Saveznika kako prema Filipinima, tako i prema samom Japanu.

#### Filipini
Još u vrijeme trajanja borbi za Palau, Amerikanci otpočinju s napadima na Filipine. Tako bombardiraju aerodrome na Mindanau (jug Filipina). Kako tu ne nailaze na veći otpor, proširuju napade na Visayas, skupinu otoka u središnjem dijelu Filipina i u roku od tri dana uništavaju više od 200 japanskih borbenih zrakoplova.
Ohrabreni ovim uspjesima, Amerikanci s velikim brojem zrakoplova s 15 nosača zrakoplova 21. i 22. rujna napadaju aerodrome na Luzonu, naročito one u blizini Manile, da bi dva dana kasnije ponovo napali Visayas. Pri tome, Japanci gube preko 1000 zrakoplova, jedan razarač, jednu korvetu, jedan minopolagač i jedan nosač hidroplana. Potopljen je i veći broj japanskih manjih plovnih jedinica, ukupno oko 150 brodova. Pri tome, Amerikanci su izgubili 54 borbena zrakoplova, od čega ih je 18 izgubljeno zbog nezgoda, ne u borbi.
U okviru priprema za invaziju na Filipine, Amerikanci napadaju zrakoplovima s nosača niz japanskih aerodroma, između ostalih i na japanskim Sakašima otocima u istočnom dijelu Kineskog mora i Okinawi. U napadima na Formozu imali su podršku i bombardera B-29 iz američkih baza u Kini. Japanci su u obranu letjeli s otoka Kyushu, Okinawe i Formoze, a korišten je i veliki broj kamikaza. Uspjelo im je djelomično i teško oštetiti neke američke brodove. U povlačenju, američki zrakoplovi ponovo napadaju aerodrome sjeverno od Manile pri čemu dolazi do teških zračnih bitaka s japanskim obrambenim zrakoplovima. Po završetku ovih borbi koje su se odvijale svakodnevno od 11. do 15. listopada, Japanci pogrešno izvještavaju da su potopili 11 američkih nosača zrakoplova, dva bojna broda i jednu krstaricu. Ovaj pogrešni izvještaj umnogom je imao pogubne posljedice za strategiju japanske obrane Filipina.
Britanci su dali svoj doprinos provođenjem jedne akcije zavaravanja (operacija Millet) napavši svojom azijskom flotom Nikobare 17. i 18. listopada, dok je u središnjem dijelu Filipina počela bitka za Leyte. Amerikanci su zračnim napadima na Mindanao, Leyte i Cebu počeli pripreme za iskrcavanje, dok je grupa američkih podmornica zatvorila prolaz između Mindanaa i Samara. 19. listopada iskrcavaju se, uz neznatan japanski otpor, na otok prve američke jedinice odakle počinju, bitkom za Leyte, s osvajanjem Filipina. Između 22. i 25. listopada Japanci pokušavaju spriječiti daljnja iskrcavanja Amerikanaca i razvija se bitka u zaljevu Leyte. U ovoj bitki Japanci su pretrpjeli najteže i za daljnji tijek rata odlučujuće gubitke: izgubili su tri bojna broda i četiri nosača zrakoplova.
Prije kraja godine (3. studenoga) Japanci su po prvi put koristili FUGU balone, jedno od najneobičnijeg oružja korištenog u tom ratu. Baloni-bombe, koje su Japanci razvijali nakon za njih ponižavajućeg Doolittlovog napada na Tokio 1942., bili su od papira, opremljeni upravljačkim mehanizmom i tjerani strujama vjetra. Koristeći povoljne struje u zimskim mjesecima, stigli su za tri dana nad Sjevernu Ameriku. Njih oko 1000 koliko ih je stiglo na cilj nisu uzrokovali gotovo nikakvu štetu.
U ovim borbama su, pored poznatijih pilota kamikaza, Japanci prvi put (20. studenoga) koristili Kaiten, podmornice-torpeda s mornarima kamikazama. To je, kao i poznatiji kamikaza, bilo samoubilačko oružje, no podvodno. Tog dana uništen je ovim oružjem jedan američki tanker, dok su ostala samoubilačka torpeda Amerikanci potopili prije nego što su obavili zadatak. Usprkos toga, Japanci izvješćuju o značajnom uspjehu ovog svog novog čudesnog oružja.
Britanci su u to vrijeme reorganizirali svoju istočnoazijsku flotu. Starije brodove objedinili su u Britansku istočnoindijsku flotu, dok su od modernijih jedinica formirali novu Britansku pacifičku flotu.
Dne 24. studenoga SAD počinje niz teških zračnih napada na Tokio. Zrakoplovi B-29 su polijetali s novih baza na Saipanu, a napadi su nastavljeni 26., 29. i 30. studenoga kao i 3. prosinca.
Bitka za Leyte trajala je i dalje. Obje strane ulagale su velike napore i trpjele značajne gubitke, ne postižući odlučujući rezultat. Nizali su se napadi, iskrcavanja, gubitci plovnih jedinica i zrakoplova, i velikog broja ljudskih života.

### 1945.
Dne 3. siječnja Britanci osvajaju burmanski obalni grad Sittwe i počinju s osvajanjem Burme (danas Mjanma), dok je burmanska cesta (jedina kopnena prometna veza Kine s područjima koja nisu bila pod japanskom okupacijom) bila ponovo prometna za Saveznike od prijelaza 1944. na 1945. godinu. Tako je put za prijevoz trupa i opreme do Kine bio otvoren.

#### Iskrcavanje na Luzonu
Američke snage 3. i 4. siječnja počinju s intenzivnim napadima na japanske brodove sjeverno od Filipina, kao i ponovo na aerodrome na Luzonu. Tih i idućih dana uništavaju brojne japanske zrakoplove kao bi dobili prevlast u zračnom prostoru nad Luzonom. 9. siječnja američki zrakoplovi napadaju Formozu i japanske otoke Ryū Kyū i Pescadores.
Istog dana, uz nevelik otpor, u zaljevu Lingayen iskrcava se 70.000 američkih vojnika, a Japanci se povlače u brda. Uz snažan zračni otpor Japanaca, pri čemu su gotovo uvijek veliku ulogu imali i kamikaze, Amerikanci dostavljaju daljnju opremu i ljudstvo sve do 17. siječnja, kad američke kopnene jedinice više nisu trebale zračnu podršku.

#### Iwo Jima
Jedna od najpoznatijih bitaka Drugog svjetskog rata, bitka za Iwo Jimu započinje 19. veljače i traje do 26. ožujka 1945. Taktičke operacije izvedene pri napadu na ovaj otok danas se koriste kao temelj za izučavanje amfibijskog ratovanja.
Zbog potrebe stacioniranja lovačkih zrakoplova za pratnju bombardera pri napadu na Japanske otoke, Saveznici se odlučuju za napad na ovaj samo 21 četvorni kilometar velik otok, čija se obrana sastojala od oko 21.000 japanskih vojnika pod vodstvom generala Tadamičija Kuribajašija. Američke 4. i 5. Divizija marinaca sa skoro 100.000 vojnika izvršile su napad na otok za čije zauzimanje im je trebalo više od mjesec dana. Japanci su se povukli u unutrašnjost otoka i tunelske sustave u planinskom djelu, gdje su gerilskim akcijama onemogućavali učvršćenje američkih položaja. Treća divizija marinaca koja dolazi u pomoć, još više povećava gužvu na obali, čime dolazi do ukupnog gubitka od oko 7.000 mrtvih.
Tijekom borbe, Amerikanci zbog nemogućnosti ulaska u podzemne tunele upotrebljavaju bacače plamena i time uništavaju položaje japanske vojske. Pri kraju sukoba, Japanci se povlače na južni dio otoka gdje se bore do zadnjeg. Ukupno je u obrani otoka poginulo više od 20.000 Japanaca.

#### Okinawa
Za Amerikance, Okinawa je bila zadnja prepreka na putu za Japan, dok je jednako tako Japancima, nakon gubitka Iwo Jime, to bila zadnja obrana matičnih otoka.
Bitka za Okinawu, također poznata i kao Operacija Iceberg, započela je 1. travnja 1945., kada 10. Armija američke kopnene vojske, uz potporu 3. Amfibijskog korpusa i 24. Armijskog korpusa s ukupno 183.000 vojnika, vrši invaziju na Okinawu, japanski teritorij u otočju Ryū Kyū.
Iako su pripreme u vidu vrlo snažnih zračnih napada intenzivno trajale već od 18. ožujka (iako je otok povremeno bio bombardiran i ranije), glavnina japanskih snaga se uspijeva povući u unutrašnjost otoka, u već izgrađene i dobro utvrđene položaje, pa se bitka smatra dovršenom tek 21. lipnja. Ratovanje u džungli dovodi do velikih gubitaka na strani Saveznika, ali su u konačnici ipak Japanci pretrpjeli težak poraz: gube oko 66.000 vojnika, dok su američki gubitci iznosili 12.283 poginulih.
Padom Okinawe pada i zadnje japansko uporište na putu prema glavnim otocima. Samim tim, Saveznici završavaju pripreme invazije samog Japana.

#### Put ka japanskoj kapitulaciji
Sukobljene strane (prije svega Saveznici) poduzimale su istovremeno uz navedene, i cijeli niz većih i manjih borbenih aktivnosti. Sve su se svodile na japanske pokušaje da svim sredstvima (velik broj samoubilačkih aktivnosti kako zrakoplovima tako i ljudima-torpedima) spriječe napredovanje Amerikanaca prema Japanu, i američkim naporima da upravo to ostvare.
Pored toga, Australci (otoci oko Bornea, Borneo, Novi Zeland...) i Britanci (Burma, Indokina) također uspješno oslobađaju okupirane teritorije. Snažno bombardiranje Japana i zračni napadi na brodove ometaju i onemogućuju pomorski promet s dopremom sirovina Japanu.
Nakon kapitulacije Njemačke 9. svibnja, Japan se izjašnjava za nastavak odlučne borbe protiv Saveznika. Javljaju se, kako u vojsci tako naročito u parlamentu, prva glasna razmišljanja o kapitulaciji, no vojni vrh već priprema obranu zemlje do zadnjeg čovjeka.
Kao jedan od rezultata Potsdamske konferencije Saveznici daju Japancima ultimatum za bezuvjetnu kapitulaciju, a Sovjetski Savez preuzima obavezu aktivirati se u području Pacifika tri mjeseca po završetku rata u Europi. No, japanski premijer Kantarō Suzuki ovaj ultimatum odbacuje 27. srpnja.

#### Atomska bomba i završetak rata
Iako su već Japance prinudili na povlačenje te se samo Carstvo nalazi u raspadu, američka se vlada i vojna uprava odlučuju za upotrebu najgoreg oružja za masovno uništavanje.
Iako je japanski izaslanik u Moskvi, Sato Naotake, već 9. srpnja 1945. prenio molbu za početak pregovora o primirju, Amerikanci 6. kolovoza bacaju prvu atomsku bombu na Hirošimu, a tri dana poslije, 9. kolovoza na Nagasaki. Iznenađeni ovakvom udarnom snagom neprijatelja, Japanci 2. rujna 1945. potpisuju bezuvjetnu predaju.

## Posljedice
Pacifički rat, a time i Drugi svjetski rat, završio je bezuvjetnom japanskom kapitulacijom. Dokument o kapitulaciji potpisan je na američkom bojnom brodu USS Missouri, 2. rujna 1945. godine. Bio je to prvi rat u kojem su upotrijebljena sva tri oružja za masovno uništavanje, kako atomsko (SAD je bacio atomske bombe na Japan), tako i biološko i kemijsko oružje, koje je Japan koristio većinom u Kini.
Osim gospodarskog uništenja Japana, posljedice uporabe atomskih bombi civilno stanovništvo osjeća destljećima kasnije: zračenje i zaražen okoliš i poslije rata mnoge će civile stajati života.
U mnogim slučajevima osporena uporaba atomskog oružja ovom je prigodom učvrstila tadašnju američku ulogu u svijetu, te pokazala svu svoju okrutnost. I do današnjih dana uloga atomskog oružja se nije promijenila te služi kao vrsta političkog pritiska.
111 000 lojalnih državljana SAD-a japanskoga podrijetla u Drugom svjetskom ratu istjerano je iz svojih domova i sa svojih posjeda koje su morali prodavati za bagatelu. Stavljeni su iza bodljikave žice, u tzv. "centre za relokaciju" podignute uzduž pacifičke obale. Mnogima su čak oduzete sve ušteđevine, koje su stvarali cijeli život. Nakon rata nevinim ljudima koji su izgubili sve ili većinu onoga što su imali nije isplaćena gotovo nikakva odšteta. Šteta koju su pretrpjeli američki Japanci procijenjena je na oko 400 000 000 tadašnjih dolara, a za obeštećenje su dobili 10 puta manje (oko 40 000 000). Osobito sramotan bio je postupak prema 4000 vlasnika uloga u kalifornijskoj podružnici japanske banke Yokohama Specie Bank. Kad je izbio rat, vlada SAD-a je konfiscirala svu imovinu te banke kao "neprijateljsku imovinu". Svi su polozi zamrznuti. Ured za tuđinsku imovinu donio je istom 1957. odluku da se vlasnicima vrate ulozi, ali ne potpuno nego samo smiješno malih 2 %. To je bilo tako bijedno da se 1600 vlasnika uloga udružilo i povelo parnicu sa zahtjevom da im se refundira cijeli iznos uloga. Prvostupanjski sud presudio je u njihovu korist i naredio OPA-u narediti isplatu preostalih 98 % vrijednosti uloga. Čim se za to saznalo ostalih 2400 vlasnika uloga zatražili su da se i njima isplati njihov novac, ali je OPA odgovorio da oni na to više nemaju pravo, jer su odbili prihvatiti prvobitnu ponudu od 2 %. Vrhovni sud SAD-a uzeo je 24. listopada 1967. u postupak njihovu tužbu, a 10. travnja vratio cijeli predmet Prizivnom sudu distrikta Columbia, koji je 1. kolovoza 1969. presudio u korist vlasnika uloga i naredio da im se novac vrati "približno po predratnoj realnoj vrijednosti dolara, ali bez kamata".

## Vanjske poveznice

### Sestrinski projekti
|  | Zajednički poslužitelj ima još gradiva o temi Rat na Pacifiku |